# Krzysztof Galos
Krzysztof Andrzej Galos (ur. 18 lutego 1967 w Krakowie) – polski geolog, profesor nauk ścisłych i przyrodniczych, podsekretarz stanu w Ministerstwie Klimatu i Środowiska (od 2024), główny geolog kraju (od 2024).

## Życiorys
Syn Andrzeja i Zofii. W 1990 ukończył studia z górnictwa i geologii na Akademii Górniczo-Hutniczej. W 2000 doktoryzował się w Instytucie Gospodarki Surowcami Mineralnymi i Energią Polskiej Akademii Nauk, w 2012 uzyskał habilitację w dziedzinie nauk o Ziemi na macierzystej uczelni. W 2020 został profesorem nauk ścisłych i przyrodniczych.
Został wykładowcą macierzystej uczelni, w 1990 zatrudniony w Instytucie Gospodarki Surowcami Mineralnymi i Energią Polskiej Akademii Nauk, został w nim kierownikiem Pracowni Polityki Surowcowej, a w 2017 dyrektorem. Autor ponad 270 publikacji naukowych, w tym ponad 35 monografii i książek, a także ekspertyz dla sektora publicznego i prywatnego. Był także m.in. przewodniczącym Polskiego Stowarzyszenia Wyceny Złóż Kopalin oraz członkiem rady naukowej Państwowego Instytutu Geologicznego – Państwowego Instytutu Badawczego.
24 stycznia 2024 został powołany na stanowisko podsekretarza stanu w Ministerstwie Klimatu i Środowiska oraz Głównego Geologa Kraju.
Został odznaczony Brązowym (2006), Srebrnym (2011) i Złotym (2016) Krzyżem Zasługi oraz Krzyżem Kawalerskim Orderu Odrodzenia Polski (2022).